# 引地敬澄
引地 敬澄（ひきち たかずみ、1989年6月21日 - ）は日本の男性ファッションモデル。

## 人物・来歴
ギャル男系ストリートファッション誌『Men's egg』、『Men's egg Youth』にてモデルとして活動している。また石垣彰啓と共にアメリカンカジュアルのブランド『BONDS&PEACE』を設立。
2009年5月30日から女性ファッションモデルのゆんころと交際しており、同年11月頃から渋谷区周辺で同棲していたが、
2011年1月に双方のブログで交際を解消したことを公表した。

## 出演

### 雑誌
- Men's egg（大洋図書） 専属
- Men's egg Youth（大洋図書） 専属

### ファッションショー
- 渋谷ガールズコレクション '09[2]

### ミュージックビデオ
- Dear「ふたりで、ひとつだから。feat. WISE」（2012年2月17日、ポニーキャニオン）[3][4]